# Houria Boussejra
Houria Boussejra est une romancière marocaine d'expression française, née en 1962, morte en août 2001, auteure d’ouvrages évoquant la condition féminine, ainsi que les années de plomb au Maroc. Ses œuvres critiquent la dureté et les souffrances imposées aux femmes. Le manque de solidarité entre les femmes  est tout aussi inquiétant pour elle : elle reproche aux femmes autant qu'aux hommes de soutenir une conception de la société pétrie de traditionalisme et oppressante pour les femmes.

## Biographie
Née en 1962 à Rabat, elle est diplômée en littérature française.
Elle publie son premier roman en 1999 : Le Corps dérobé, une œuvre introspective et sans doute en partie autobiographique.  Il est consacré à  l'histoire d’une jeune femme, Leila; et de son enfance douloureuse. Elle est méprisée pour avoir subi un viol. Elle refuse la passivité dans laquelle on voudrait la maintenir,.
Son recueil de nouvelles publié en 2000 est un ensemble de courtes histoires, ou d’anecdotes, concernant des employées de maisons (les bonnes) traitées comme des esclaves par les familles qui les emploient. 
Son troisième roman, qu’elle commence à écrire en 1999, mais qui est publié de façon posthume en 2004, est un récit à la structure polyphonique, avec des personnages différents lui permettant d’évoquer le statut des femmes dans la société marocaine, mais aussi  le passé politique du pays, les  tortures d’opposants et d’étudiants, les violations des droits de l'homme, la corruption, la concussion. 1999 est une année charnière dans l’histoire du Maroc avec la mort du roi Hassan II, la fin des années de plomb, et l’arrivée au pouvoir de Mohammed VI, affirmant une certaine volonté de changement. Son récit incorpore la voix de nombreux protagonistes lui permettant de mettre à nu des situations tolérées et sordides, avec une écriture incisive, n’épargnant pas grand monde. Parmi ces personnages, on compte ainsi  une mère prostituée, un intellectuel tenant des discours modernistes mais se montrant violent avec son épouse au sein de son couple, un politicien véreux, un beau-père violeur de sa belle-fille. Mais aussi une femme, Bouchra, étudiante prisonnière, torturée, qui évoque Saïda Menebhi morte en prison en 1977. Un autre personnage féminin lui permet d’évoquer encore la sexualité au sein du couple, qui peut être quelquefois un supplice pour la femme  : « Quand il rentrait … il me violait. Mais comment dire à quelqu’un que mon mari me viole chaque fois que l’en prend l’envie ? Aux yeux de la loi, il n’y a pas de viol   entre un mari et sa femme », fait-elle dire à ce personnage,,. 
Elle succombe à une dépression qui cause sa mort en août 2001. Nourredine Affaya, le mari d’Houria Boussejra pendant de nombreuses années, décrit l'auteure comme « une jeune femme tragique qui a été déchirée existentiellement »

## Principales publications
- 1999 : Le Corps dérobé, Afrique-Orient.
- 2000 : Femmes inachevées (recueil de nouvelles), Marsam Éditions.
- 2004 : Les impunis, ou les obsessions interdites, Marsam Éditions.